# Diskografie Martina Garrixe
Toto je seznam vydané diskografie nizozemského diskžokeje Martina Garrixe.

## Alba

### Studiová alba
| Název  | Detaily                                               |
| ------ | ----------------------------------------------------- |
| Sentio | - Vydáno: 29. dubna 2022 - Vydavatelství: STMPD RCRDS |

### Kompilační alba
| Název                                       | Detaily                                                               | Umístění v hitparádě |
| Název                                       | Detaily                                                               | JPN                  |
| ------------------------------------------- | --------------------------------------------------------------------- | -------------------- |
| The Martin Garrix Collection                | - Vydáno: 21. dubna 2017 (pouze Japonsko) - Vydavatelství: Sony       | 106                  |
| The Martin Garrix Collection (Deluxe)       | - Vydáno: 25. dubna 2018 (pouze Japonsko a USA) - Vydavatelství: Sony | 105                  |
| The Martin Garrix Experience                | - Vydáno: 10. července 2019 (Japan only) - Vydavatelství: Sony        | 57                   |
| Martin Garrix presents STMPD RCRDS Vol. 001 | - Vydáno: 25. září 2020 - Vydavatelství: STMPD RCRDS                  | —                    |
| Martin Garrix presents STMPD RCRDS Vol. 002 | - Vydáno: 6. listopadu 2020 - Vydavatelství: STMPD RCRDS              | —                    |
| Martin Garrix presents STMPD RCRDS Vol. 003 | - Vydáno: 27. listopadu 2020 - Vydavatelství: STMPD RCRDS             | —                    |
| Martin Garrix presents STMPD RCRDS Vol. 004 | - Vydáno: 5. března 2021 - Vydavatelství: STMPD RCRDS                 | —                    |
| Martin Garrix presents STMPD RCRDS Vol. 005 | - Vydáno: 9. července 2021 - Vydavatelství: STMPD RCRDS               | —                    |
| Martin Garrix presents STMPD RCRDS Vol. 006 | - Vydáno: 11. února 2022 - Vydavatelství: STMPD RCRDS                 | —                    |

## Extended play
| Název                                                                                   | Detaily                                                                                    | Umístění v hitparádách | Umístění v hitparádách | Umístění v hitparádách |
| Název                                                                                   | Detaily                                                                                    | US                     | US Dance               | US Heat                |
| --------------------------------------------------------------------------------------- | ------------------------------------------------------------------------------------------ | ---------------------- | ---------------------- | ---------------------- |
| Gold Skies                                                                              | - Vydáno: 8. července 2014 - Vydavatelství: Casablanca, Spinnin', School Boy               | 171                    | 6                      | 6                      |
| Break Through the Silence (vs. Matisse & Sadko)                                         | - Vydáno: 31. srpna 2015 - Vydavatelství: Casablanca, Spinnin', School Boy                 | —                      | —                      | —                      |
| Seven                                                                                   | - Vydáno: 28. října 2016 - Vydavatelství: STMPD RCRDS, Epic Amsterdam, Sony Netherlands    | —                      | 5                      | —                      |
| Bylaw                                                                                   | - Vydáno: 19. října 2018 - Vydavatelství: STMPD RCRDS, Epic Amsterdam, Sony Netherlands    | —                      | 19                     | —                      |
| 2019 Remixed                                                                            | - Vydáno: 31. prosince 2019 - Vydavatelství: STMPD RCRDS, Epic Amsterdam, Sony Netherlands | —                      | —                      | —                      |
| IDEM                                                                                    | - Vydáno: 8. března 2024 - Vydavatelství: STMPD RCRDS, Epic Amsterdam, Sony Netherlands    | —                      | —                      | —                      |
| "—" značí, že se nahrávka neumístila v hitparádách nebo v tomto území ani nebyla vydána |                                                                                            |                        |                        |                        |

## DJ mixy
| Název                                             | Detaily                                               |
| ------------------------------------------------- | ----------------------------------------------------- |
| Martin Garrix Presents STMPD RCRDS                | - Vydáno: 10. srpna 2018 - Vydavatelství: STMPD RCRDS |
| Tomorrowland Around the World 2020: Martin Garrix | - Vydáno: 11. září 2020                               |
| Tomorrowland 31.12.2020: Martin Garrix            | - Vydáno: 15. ledna 2021                              |

## Singly
| Název                                                                                   | Rok  | Umístění v hitparádách | Umístění v hitparádách | Umístění v hitparádách | Umístění v hitparádách | Umístění v hitparádách | Umístění v hitparádách | Umístění v hitparádách | Umístění v hitparádách | Umístění v hitparádách | Umístění v hitparádách | Certifikace | Album                                        |
| Název                                                                                   | Rok  | NLD                    | AUS                    | AUT                    | BEL                    | FRA                    | GER                    | SWE                    | SWI                    | UK                     | US                     | Certifikace | Album                                        |
| --------------------------------------------------------------------------------------- | ---- | ---------------------- | ---------------------- | ---------------------- | ---------------------- | ---------------------- | ---------------------- | ---------------------- | ---------------------- | ---------------------- | ---------------------- | --- | -------------------------------------------- |
| "Itsa" (se Sleazy Stereo)                                                               | 2012 | —                      | —                      | —                      | —                      | —                      | —                      | —                      | —                      | —                      | —                      | | Singly bez alb                               |
| "Keygen"                                                                                | 2012 | —                      | —                      | —                      | —                      | —                      | —                      | —                      | —                      | —                      | —                      | | Singly bez alb                               |
| "Registration Code" (s Jay Hardway)                                                     | 2012 | —                      | —                      | —                      | —                      | —                      | —                      | —                      | —                      | —                      | —                      | | Singly bez alb                               |
| "Bfam" (with Julian Jordan)                                                             | 2012 | —                      | —                      | —                      | —                      | —                      | —                      | —                      | —                      | —                      | —                      | | Singly bez alb                               |
| "Torrent" (se Sidney Samson)                                                            | 2013 | —                      | —                      | —                      | —                      | —                      | —                      | —                      | —                      | —                      | —                      | | Singly bez alb                               |
| "Error 404" (s Jay Hardway)                                                             | 2013 | —                      | —                      | —                      | —                      | —                      | —                      | —                      | —                      | —                      | —                      | | Singly bez alb                               |
| "Just Some Loops" (s TV Noise)                                                          | 2013 | —                      | —                      | —                      | —                      | —                      | —                      | —                      | —                      | —                      | —                      | | Singly bez alb                               |
| "Animals"                                                                               | 2013 | 3                      | 29                     | 6                      | 1                      | 2                      | 4                      | 4                      | 2                      | 1                      | 21                     | - ARIA: Platinum - BEA: 2× Platinum - BPI: Platinum - BVMI: Platinum - GLF: Platinum - RIAA: 2× Platinum                                                                         | Gold Skies                                   |
| "Wizard" (s Jay Hardway)                                                                | 2013 | 16                     | —                      | 34                     | 6                      | 31                     | 30                     | 21                     | 29                     | 7                      | —                      | - GLF: Gold | Gold Skies                                   |
| "Helicopter" (s Firebeatz)                                                              | 2014 | 59                     | —                      | —                      | 33                     | 98                     | —                      | —                      | —                      | —                      | —                      | | Singl bez alb                                |
| "Tremor" (s Dimitri Vegas & Like Mike)                                                  | 2014 | 44                     | —                      | 55                     | 3                      | 116                    | —                      | —                      | —                      | 30                     | —                      | | Gold Skies                                   |
| "Gold Skies" (se Sander van Doorn a DVBBS feat. Aleesia)                                | 2014 | 94                     | —                      | —                      | 9                      | 183                    | —                      | —                      | —                      | 49                     | —                      | | Gold Skies                                   |
| "Proxy"                                                                                 | 2014 | 89                     | —                      | —                      | —                      | —                      | —                      | —                      | —                      | —                      | —                      | | Gold Skies                                   |
| "Turn Up the Speakers" (s Afrojack)                                                     | 2014 | 50                     | —                      | 57                     | 44                     | —                      | —                      | —                      | —                      | —                      | —                      | | Singl bez alb                                |
| "Set Me Free" (s Dillon Francis)                                                        | 2014 | —                      | —                      | —                      | 57                     | —                      | —                      | —                      | —                      | —                      | —                      | | Money Sucks, Friends Rule                    |
| "Virus (How About Now)" (s MOTi)                                                        | 2014 | 27                     | —                      | —                      | 34                     | 50                     | 94                     | —                      | —                      | —                      | —                      | | Singly bez alb                               |
| "Forbidden Voices"                                                                      | 2015 | 29                     | —                      | —                      | —                      | 133                    | —                      | —                      | —                      | —                      | —                      | | Singly bez alb                               |
| "Don't Look Down" (feat. Usher)                                                         | 2015 | 16                     | 63                     | 37                     | 26                     | 136                    | 37                     | 59                     | 65                     | 9                      | —                      | - ARIA: Gold - BPI: Gold - RIAA: Gold | Singly bez alb                               |
| "The Only Way Is Up" (s Tiësto)                                                         | 2015 | 74                     | —                      | —                      | —                      | —                      | —                      | 81                     | —                      | —                      | —                      | | Club Life, Vol. 4 - New York City            |
| "Dragon" (vs. Matisse & Sadko)                                                          | 2015 | —                      | —                      | —                      | 55                     | —                      | —                      | —                      | —                      | —                      | —                      | | Break Through the Silence                    |
| "Break Through the Silence" (vs. Matisse & Sadko)                                       | 2015 | —                      | —                      | —                      | 39                     | —                      | —                      | —                      | —                      | —                      | —                      | | Break Through the Silence                    |
| "Poison"                                                                                | 2015 | —                      | —                      | —                      | —                      | —                      | —                      | —                      | —                      | —                      | —                      | | Singly bez alb                               |
| "Bouncybob" (feat. Justin Mylo a Mesto)                                                 | 2015 | —                      | —                      | —                      | —                      | —                      | —                      | —                      | —                      | —                      | —                      | | Singly bez alb                               |
| "Now That I've Found You" (feat. John a Michel)                                         | 2016 | 73                     | —                      | 70                     | —                      | 106                    | —                      | —                      | —                      | —                      | —                      | | Singly bez alb                               |
| "Lions in the Wild" (s Third Party)                                                     | 2016 | —                      | —                      | —                      | —                      | 125                    | —                      | —                      | —                      | —                      | —                      | | Hope                                         |
| "Oops"                                                                                  | 2016 | —                      | —                      | —                      | —                      | —                      | —                      | —                      | —                      | —                      | —                      | | Singly bez alb                               |
| "In the Name of Love" (s Bebe Rexha)                                                    | 2016 | 4                      | 8                      | 9                      | 13                     | 26                     | 14                     | 9                      | 10                     | 9                      | 24                     | - NVPI: Gold - ARIA: 4× Platinum - BEA: Platinum - BPI: 2× Platinum - BVMI: 3× Gold - GLF: 4× Platinum - IFPI AUT: Gold - IFPI SWI: Platinum - RIAA: 3× Platinum - SNEP: Diamond | Singly bez alb                               |
| "Wiee" (s Mesto)                                                                        | 2016 | —                      | —                      | —                      | —                      | —                      | —                      | —                      | —                      | —                      | —                      | | Seven                                        |
| "Sun Is Never Going Down" (feat. Dawn Golden)                                           | 2016 | —                      | —                      | —                      | —                      | —                      | —                      | —                      | —                      | —                      | —                      | | Seven                                        |
| "Spotless" (s Jay Hardway)                                                              | 2016 | —                      | —                      | —                      | —                      | —                      | —                      | —                      | —                      | —                      | —                      | | Seven                                        |
| "Hold On & Believe" (feat. The Federal Empire)                                          | 2016 | —                      | —                      | —                      | —                      | —                      | —                      | —                      | —                      | —                      | —                      | | Seven                                        |
| "Welcome" (s Julian Jordan)                                                             | 2016 | —                      | —                      | —                      | —                      | —                      | —                      | —                      | —                      | —                      | —                      | | Seven                                        |
| "Together" (s Matisse & Sadko)                                                          | 2016 | —                      | —                      | —                      | —                      | —                      | —                      | —                      | —                      | —                      | —                      | | Seven                                        |
| "Make Up Your Mind" (s Florian Picasso)                                                 | 2016 | —                      | —                      | —                      | —                      | —                      | —                      | —                      | —                      | —                      | —                      | | Seven                                        |
| "Scared to Be Lonely" (s Dua Lipa)                                                      | 2017 | 3                      | 14                     | 10                     | 10                     | 32                     | 9                      | 3                      | 10                     | 14                     | 76                     | - NVPI: 3× Platinum - ARIA: 3× Platinum - BEA: Gold - BPI: 2× Platinum - BVMI: 3× Gold - GLF: 4× Platinum - IFPI SWI: Gold - RIAA: 2× Platinum - SNEP: Platinum                  | Dua Lipa: Complete Edition                   |
| "Byte" (s Brooks)                                                                       | 2017 | —                      | —                      | —                      | —                      | —                      | —                      | —                      | —                      | —                      | —                      | | Singly bez alb                               |
| "There for You" (s Troye Sivan)                                                         | 2017 | 12                     | 23                     | 25                     | 20                     | 60                     | 31                     | 34                     | 24                     | 40                     | 94                     | - ARIA: 2× Platinum - BEA: Platinum - BPI: Gold - BVMI: Gold - GLF: Gold - IFPI SWI: Gold - RIAA: Platinum - SNEP: Gold                                                          | Singly bez alb                               |
| "Pizza"                                                                                 | 2017 | —                      | —                      | —                      | —                      | —                      | —                      | —                      | 85                     | —                      | —                      | | Singly bez alb                               |
| "Forever" (s Matisse & Sadko)                                                           | 2017 | —                      | —                      | —                      | 66                     | —                      | —                      | —                      | —                      | —                      | —                      | | Singly bez alb                               |
| "So Far Away" (s David Guetta feat. Jamie Scott a Romy Dya)                             | 2017 | 14                     | 58                     | 12                     | 39                     | 83                     | 8                      | 30                     | 14                     | 81                     | —                      | - ARIA: Gold - BEA: Gold - BVMI: Platinum - IFPI AUT: Gold - RIAA: Gold - SNEP: Gold                                                                                             | Singly bez alb                               |
| "Like I Do" (s David Guetta a Brooks)                                                   | 2018 | 21                     | 73                     | 20                     | 42                     | 31                     | 23                     | 15                     | 22                     | 29                     | —                      | - BVMI: Gold - IFPI AUT: Gold - MC: Platinum - SNEP: Gold - RIAA: Gold | 7                                            |
| "Game Over" (s Loopers)                                                                 | 2018 | —                      | —                      | —                      | —                      | —                      | —                      | —                      | —                      | —                      | —                      | | Singly bez alb                               |
| "Ocean" (feat. Khalid)                                                                  | 2018 | 16                     | 12                     | 23                     | 42                     | 127                    | 38                     | 11                     | 25                     | 25                     | 78                     | - ARIA: 3× Platinum - BPI: Gold - BVMI: Gold - IFPI SWI: Platinum - RIAA: Platinum                                                                                               | Singly bez alb                               |
| "High on Life" (feat. Bonn)                                                             | 2018 | 19                     | 59                     | 52                     | 51                     | 131                    | 66                     | 29                     | 45                     | —                      | —                      | | Singly bez alb                               |
| "Burn Out" (s Justin Mylo feat. Dewain Whitmore)                                        | 2018 | 52                     | —                      | 55                     | —                      | —                      | 90                     | 64                     | 67                     | —                      | —                      | | Singly bez alb                               |
| "Breach (Walk Alone)" (s Blinders)                                                      | 2018 | —                      | —                      | —                      | —                      | —                      | —                      | —                      | —                      | —                      | —                      | | Bylaw                                        |
| "Yottabyte"                                                                             | 2018 | —                      | —                      | —                      | —                      | —                      | —                      | —                      | —                      | —                      | —                      | | Bylaw                                        |
| "Latency" (s Dyro)                                                                      | 2018 | —                      | —                      | —                      | —                      | —                      | —                      | —                      | —                      | —                      | —                      | | Bylaw                                        |
| "Access"                                                                                | 2018 | ―                      | ―                      | ―                      | ―                      | ―                      | ―                      | ―                      | ―                      | ―                      | ―                      | | Bylaw                                        |
| "Waiting for Tomorrow" (s Pierce Fulton feat. Mike Shinoda)                             | 2018 | ―                      | ―                      | ―                      | ―                      | ―                      | ―                      | ―                      | ―                      | ―                      | ―                      | | Bylaw                                        |
| "Dreamer" (feat. Mike Yung)                                                             | 2018 | ―                      | ―                      | ―                      | 67                     | ―                      | ―                      | 73                     | ―                      | ―                      | ―                      | | Singly bez alb                               |
| "Glitch" (s Julian Jordan)                                                              | 2018 | ―                      | ―                      | ―                      | ―                      | ―                      | ―                      | ―                      | ―                      | ―                      | ―                      | | Singly bez alb                               |
| "No Sleep" (feat. Bonn)                                                                 | 2019 | 38                     | ―                      | 61                     | 41                     | ―                      | 96                     | 41                     | 58                     | ―                      | ―                      | | Singly bez alb                               |
| "Mistaken" (s Matisse & Sadko feat. Alex Aris)                                          | 2019 | ―                      | ―                      | ―                      | ―                      | ―                      | ―                      | ―                      | ―                      | ―                      | ―                      | | Singly bez alb                               |
| "Summer Days" (feat. Macklemore a Patrick Stump)                                        | 2019 | 14                     | 47                     | 13                     | 19                     | 26                     | 24                     | 34                     | 22                     | 26                     | 100                    | - ARIA: Platinum - BEA: Gold - BPI: Gold - BVMI: Gold - IFPI AUT: Gold - IFPI SWI: Gold - RIAA: Platinum - SNEP: Platinum                                                        | Singly bez alb                               |
| "These Are the Times" (feat. JRM)                                                       | 2019 | ―                      | ―                      | ―                      | ―                      | ―                      | ―                      | ―                      | ―                      | ―                      | ―                      | | Singly bez alb                               |
| "Home" (feat. Bonn)                                                                     | 2019 | 94                     | ―                      | ―                      | ―                      | ―                      | ―                      | 61                     | ―                      | ―                      | ―                      | | Singly bez alb                               |
| "Used to Love" (s Dean Lewis)                                                           | 2019 | 32                     | 46                     | ―                      | 25                     | ―                      | ―                      | 40                     | 42                     | ―                      | ―                      | - ARIA: Gold | Singly bez alb                               |
| "Hold On" (s Matisse & Sadko feat. Michel Zitron)                                       | 2019 | ―                      | ―                      | ―                      | ―                      | ―                      | ―                      | ―                      | ―                      | ―                      | ―                      | | Singly bez alb                               |
| "Drown" (feat. Clinton Kane)                                                            | 2020 | 36                     | ―                      | ―                      | 83                     | ―                      | ―                      | 76                     | ―                      | ―                      | ―                      | | Singly bez alb                               |
| "Higher Ground" (feat. John Martin)                                                     | 2020 | 68                     | —                      | —                      | —                      | —                      | —                      | 80                     | —                      | —                      | —                      | | Singly bez alb                               |
| "Pressure" (feat. Tove Lo)                                                              | 2021 | 29                     | —                      | —                      | 66                     | —                      | —                      | 39                     | 91                     | —                      | —                      | | Singly bez alb                               |
| "We Are the People" (feat. Bono a the Edge)                                             | 2021 | 15                     | ―                      | 28                     | 6                      | 95                     | 15                     | 47                     | 14                     | ―                      | ―                      | - IFPI AUT: Gold | Singly bez alb                               |
| "Love Runs Out" (feat. G-Eazy a Sasha Alex Sloan)                                       | 2021 | ―                      | ―                      | ―                      | ―                      | ―                      | 89                     | ―                      | 77                     | ―                      | ―                      | | Singly bez alb                               |
| "Diamonds" (s Julian Jordan a Tinie Tempah)                                             | 2021 | ―                      | ―                      | ―                      | ―                      | ―                      | ―                      | ―                      | ―                      | ―                      | ―                      | | HYPER HOUSE                                  |
| "Won't Let You Go" (s Matisse & Sadko a John Martin)                                    | 2021 | ―                      | ―                      | ―                      | ―                      | ―                      | ―                      | ―                      | ―                      | ―                      | ―                      | | Singl bez alb                                |
| "Follow" (se Zedd)                                                                      | 2022 | ―                      | ―                      | ―                      | ―                      | ―                      | ―                      | ―                      | ―                      | ―                      | ―                      | | Sentio                                       |
| "Limitless" (s Mesto)                                                                   | 2022 | ―                      | ―                      | ―                      | ―                      | ―                      | ―                      | ―                      | ―                      | ―                      | ―                      | | Sentio                                       |
| "Reboot" (s Vluarr)                                                                     | 2022 | ―                      | ―                      | ―                      | ―                      | ―                      | ―                      | ―                      | ―                      | ―                      | ―                      | | Sentio                                       |
| "Quantum" (s Brooks)                                                                    | 2022 | ―                      | ―                      | ―                      | ―                      | ―                      | ―                      | ―                      | ―                      | ―                      | ―                      | | Sentio                                       |
| "Good Morning" (s Matisse & Sadko)                                                      | 2022 | ―                      | ―                      | ―                      | ―                      | ―                      | ―                      | ―                      | ―                      | ―                      | ―                      | | Sentio                                       |
| "Starlight (Keep Me Afloat)" (s DubVision feat. Shaun Farrugia)                         | 2022 | ―                      | ―                      | ―                      | ―                      | ―                      | ―                      | ―                      | ―                      | ―                      | ―                      | | Sentio                                       |
| "Funk" (s Julian Jordan)                                                                | 2022 | ―                      | ―                      | ―                      | ―                      | ―                      | ―                      | ―                      | ―                      | ―                      | ―                      | | Sentio                                       |
| "Find You" (s Justin Mylo feat. Dewain Whitmore)                                        | 2022 | ―                      | ―                      | ―                      | ―                      | ―                      | ―                      | ―                      | ―                      | ―                      | ―                      | | Sentio                                       |
| "Aurora" (s Blinders)                                                                   | 2022 | ―                      | ―                      | ―                      | ―                      | ―                      | ―                      | ―                      | ―                      | ―                      | ―                      | | Sentio                                       |
| "Oxygen" (s DubVision feat. Jordan Grace)                                               | 2022 | ―                      | ―                      | ―                      | ―                      | ―                      | ―                      | ―                      | ―                      | ―                      | ―                      | | Sentio                                       |
| "If We'll Ever Be Remembered" (se Shaun Farrugia)                                       | 2022 | ―                      | ―                      | ―                      | ―                      | ―                      | ―                      | ―                      | ―                      | ―                      | ―                      | | Sentio                                       |
| "Loop" (s DallasK feat. Sasha Alex Sloan)                                               | 2022 | ―                      | ―                      | ―                      | ―                      | ―                      | ―                      | ―                      | ―                      | ―                      | ―                      | | Singl bez alb                                |
| "Something" (s Breathe Carolina)                                                        | 2022 | ―                      | ―                      | ―                      | ―                      | ―                      | ―                      | ―                      | ―                      | ―                      | ―                      | | Stmpd Rcrds & Tomorrowland Music EP          |
| "Hero" (s Jvke)                                                                         | 2022 | 58                     | ―                      | ―                      | ―                      | ―                      | ―                      | ―                      | ―                      | ―                      | ―                      | | Singl bez alb                                |
| "Hurricane" (se Sentinel feat. Bonn)                                                    | 2023 | ―                      | ―                      | ―                      | ―                      | ―                      | ―                      | ―                      | ―                      | ―                      | ―                      | | Stmpd Rcrds & Tomorrowland Music EP (Vol. 2) |
| "Real Love" (s Lloyiso)                                                                 | 2023 | ―                      | ―                      | ―                      | ―                      | ―                      | ―                      | ―                      | ―                      | ―                      | ―                      | | Singl bez alb                                |
| "Carry You" (s Third Party feat. Oaks & Declan J Donovan)                               | 2024 | —                      | ―                      | ―                      | ―                      | ―                      | ―                      | ―                      | ―                      | ―                      | ―                      | | IDEM                                         |
| "Breakaway" (s Mesto feat. Wilhelm)                                                     | 2024 | —                      | ―                      | ―                      | ―                      | ―                      | ―                      | ―                      | ―                      | ―                      | ―                      | | IDEM                                         |
| "Biochemical" (se Seth Hills)                                                           | 2024 | —                      | ―                      | ―                      | ―                      | ―                      | ―                      | ―                      | ―                      | ―                      | ―                      | | IDEM                                         |
| "Empty" (s DubVision feat. Jaimes)                                                      | 2024 | —                      | ―                      | ―                      | ―                      | ―                      | ―                      | ―                      | ―                      | ―                      | ―                      | | IDEM                                         |
| "Wherever You Are" (s DubVision feat. Shaun Farrugia)                                   | 2024 | ―                      | ―                      | ―                      | ―                      | ―                      | ―                      | ―                      | ―                      | ―                      | ―                      | | Singly bez alb                               |
| "Smile" (feat. Carolina Liar)                                                           | 2024 | ―                      | ―                      | ―                      | 45                     | ―                      | ―                      | ―                      | ―                      | ―                      | ―                      | | Singly bez alb                               |
| "Gravity" (se Sem Vox feat. Jaimes)                                                     | 2024 | ―                      | ―                      | ―                      | ―                      | ―                      | ―                      | ―                      | ―                      | ―                      | ―                      | | Singly bez alb                               |
| "Told You So" (s Jex)                                                                   | 2024 | 27                     | ―                      | ―                      | 13                     | ―                      | ―                      | ―                      | ―                      | ―                      | ―                      | | Singly bez alb                               |
| "Angels For Each Other" (s Arijit Singh)                                                | 2025 | —                      | ―                      | ―                      | ―                      | ―                      | ―                      | ―                      | ―                      | ―                      | ―                      | | Singly bez alb                               |
| "Weightless" (s Arijit Singh)                                                           | 2025 | —                      | ―                      | ―                      | ―                      | ―                      | ―                      | ―                      | ―                      | ―                      | ―                      | | Singly bez alb                               |
| "Mad" (s Lauv)                                                                          | 2025 | —                      | ―                      | ―                      | ―                      | ―                      | ―                      | ―                      | ―                      | ―                      | ―                      | | Singly bez alb                               |
| "—" značí, že se nahrávka neumístila v hitparádách nebo v tomto území ani nebyla vydána |      |                        |                        |                        |                        |                        |                        |                        |                        |                        |                        | |                                              |

## Videoklipy
| Název                           | Rok                | Další umělec                             | Režisér                          | Reference          |
| Jako hlavní umělec              | Jako hlavní umělec | Jako hlavní umělec                       | Jako hlavní umělec               | Jako hlavní umělec |
| ------------------------------- | ------------------ | ---------------------------------------- | -------------------------------- | ------------------ |
| "BFAM"                          | 2012               | Julian Jordan                            | Mark Loonen                      | [ 78 ]             |
| "Animals"                       | 2013               | žádné                                    | Mark Loonen                      | [ 79 ]             |
| "Wizard"                        | 2013               | Jay Hardway                              | Mark Loonen                      | [ 80 ]             |
| "Tremor"                        | 2014               | Dimitri Vegas & Like Mike                | žádné                            | [ 81 ]             |
| "Gold Skies"                    | 2014               | Sander van Doorn DVBBS Aleesia           | Aap Noot Film                    | [ 82 ]             |
| "Turn Up the Speakers"          | 2014               | Afrojack                                 | žádné                            | [ 83 ]             |
| "Gold Skies (Tiësto Remix)"     | 2014               | Sander van Doorn DVBBS Tiësto Aleesia    | žádné                            | [ 84 ]             |
| "Gold Skies (DubVision Remix)"  | 2014               | Sander van Doorn DVBBS DubVision Aleesia | žádné                            | [ 85 ]             |
| "Virus (How About Now)"         | 2014               | MOTi                                     | žádné                            | [ 86 ]             |
| "Forbidden Voices"              | 2015               | žádné                                    | Mark Loonen                      | [ 87 ]             |
| "Don't Look Down"               | 2015               | Usher                                    | Petros                           | [ 88 ]             |
| "The Only Way Is Up"            | 2015               | Tiësto                                   | nrznámé                          | [ 89 ]             |
| "Dragon"                        | 2015               | Matisse & Sadko                          | Laban                            | [ 90 ]             |
| "Break Through the Silence"     | 2015               | Matisse & Sadko                          | Laban                            | [ 91 ]             |
| "Bouncybob"                     | 2015               | Justin Mylo a Mesto                      | neznámé                          | [ 92 ]             |
| "Now That I've Found You"       | 2016               | John Martin a Michel Zitron              | Peter Huang                      | [ 93 ]             |
| "Lions in the Wild"             | 2016               | Third Party                              | Giaro Giarratana Damian Karsznia | [ 94 ]             |
| "In the Name of Love"           | 2016               | Bebe Rexha                               | Emil Nava                        | [ 95 ]             |
| "WIEE"                          | 2016               | Mesto                                    | neznámé                          | [ 96 ]             |
| "Sun Is Never Going Down"       | 2016               | Dawn Golden                              | neznámé                          | [ 97 ]             |
| "Spotless"                      | 2016               | Jay Hardway                              | neznámé                          | [ 98 ]             |
| "Hold On & Believe"             | 2016               | The Federal Empire                       | neznámé                          | [ 99 ]             |
| "Welcome"                       | 2016               | Julian Jordan                            | neznámé                          | [ 100 ]            |
| "Together"                      | 2016               | Matisse & Sadko                          | neznámé                          | [ 101 ]            |
| "Make Up Your Mind"             | 2016               | Florian Picasso                          | neznámé                          | [ 102 ]            |
| "Scared to Be Lonely"           | 2017               | Dua Lipa                                 | Blake Claridge                   | [ 103 ]            |
| "Byte"                          | 2017               | Brooks                                   | Damian Karsznia                  | [ 104 ]            |
| "There For You"                 | 2017               | Troye Sivan                              | Jordan Taylor Wright             | [ 105 ]            |
| "Boomerang" (jako GRX)          | 2017               | Brooks                                   | Damian Karsznia                  | [ 106 ]            |
| "Forever"                       | 2017               | Matisse & Sadko                          | Damian Karsznia                  | [ 107 ]            |
| "So Far Away"                   | 2017               | David Guetta, Jamie Scott, a Romy Dya    | Damian Karsznia                  | [ 108 ]            |
| "Ocean"                         | 2018               | Khalid                                   | Damian Karsznia                  | [ 109 ]            |
| "High on Life"                  | 2018               | Bonn                                     | Damian Karsznia                  | [ 110 ]            |
| "Burn Out"                      | 2018               | Justin Mylo, Dewain Whitmore             | Damian Karsznia                  | [ 111 ]            |
| "X's" (jako GRX)                | 2018               | CMC$, Icona Pop                          | Damian Karsznia                  | [ 112 ]            |
| "Breach (Walk Alone)"           | 2018               | Blinders                                 | Damian Karsznia                  | [ 113 ]            |
| "Yottabye"                      | 2018               | žádné                                    | Damian Karsznia                  | [ 114 ]            |
| "Latency"                       | 2018               | Dyro                                     | Damian Karsznia                  | [ 115 ]            |
| "Access"                        | 2018               | žádné                                    | Damian Karsznia                  | [ 116 ]            |
| "Waiting for Tomorrow"          | 2018               | Pierce Fulton, Mike Shinoda              | Damian Karsznia                  | [ 117 ]            |
| "Dreamer"                       | 2018               | Mike Yung                                | neznámé                          | [ 118 ]            |
| "Glitch"                        | 2018               | Julian Jordan                            | Damian Karsznia                  | [ 119 ]            |
| "No Sleep"                      | 2019               | Bonn                                     | Damian Karsznia Olav Stubberud   | [ 120 ]            |
| "Mistaken"                      | 2019               | Matisse & Sadko Alex Aris                | Damian Karsznia                  | [ 121 ]            |
| "Summer Days"                   | 2019               | Macklemore Patrick Stump                 | neznámé                          | [ 122 ]            |
| "These Are the Times"           | 2019               | JRM                                      | neznámé                          | [ 123 ]            |
| "Home"                          | 2019               | Bonn                                     | Damian Karsznia                  | [ 124 ]            |
| "Used to Love"                  | 2019               | Dean Lewis                               | neznámé                          | [ 125 ]            |
| "Hold On"                       | 2019               | Matisse & Sadko Michel Zitron            | neznámé                          | [ 126 ]            |
| "Drown"                         | 2020               | Clinton Kane                             | neznámé                          |                    |
| Jako vedlejší umělec            |                    |                                          |                                  |                    |
| "Crackin (Martin Garrix Edit)"  | 2014               | Bassjackers                              | neznámé                          | [ 127 ]            |
| "Backlash (Martin Garrix Edit)" | 2014               | DubVision                                | neznámé                          | [ 128 ]            |

## Remixy
| Název                                                         | Rok  | Původní umělec                                 | Album                                      | Reference |
| ------------------------------------------------------------- | ---- | ---------------------------------------------- | ------------------------------------------ | --------- |
| "Intoxicated" (Martin Garrix Remix)                           | 2011 | Nick Vathorst Maximo                           | Remix bez alb                              | [ 129 ]   |
| "Your Body" (Martin Garrix Remix)                             | 2012 | Christina Aguilera                             | Lotus (Deluxe Edition)                     | [ 130 ]   |
| "Midnight Sun 2.0" (Martin Garrix Remix)                      | 2012 | Roy Gates                                      | Remixy bez alb                             | [ 131 ]   |
| "Stellar" (Martin Garrix Remix)                               | 2013 | Daddy's Groove                                 | Remixy bez alb                             | [ 132 ]   |
| "Project T" (Martin Garrix Remix)                             | 2013 | Dimitri Vegas & Like Mike vs. Sander van Doorn | Remixy bez alb                             | [ 133 ]   |
| "Animals" (Victor Niglio and Martin Garrix Festival Trap Mix) | 2013 | Martin Garrix                                  | Animals (Remixes)                          | [ 134 ]   |
| "Crackin" (Martin Garrix Edit)                                | 2014 | Bassjackers                                    | Remixy bez alb                             | [ 135 ]   |
| "Backlash" (Martin Garrix Edit)                               | 2014 | DubVision                                      | Remixy bez alb                             | [ 136 ]   |
| "Can't Feel My Face" (Martin Garrix Remix)                    | 2015 | The Weeknd                                     | Beauty Behind the Madness (Deluxe Edition) | [ 137 ]   |
| "Ocean" (Martin Garrix and Cesqeaux Remix)                    | 2018 | Martin Garrix (feat. Khalid)                   | Ocean (Remixes Vol.1)                      | [ 138 ]   |
| "We Are The People" (Martin Garrix Remix)                     | 2021 | Martin Garrix, Bono a The Edge                 | Remixy bez alb                             | [ 139 ]   |
| "Cocoon" (Martin Garrix and Space Ducks Remix)                | 2023 | 070 Shake                                      | Remixy bez alb                             | [ 140 ]   |

## Vydané pod aliasem

### JakoArea21(sMaejor)
| Název                 | Rok  | Album                |
| --------------------- | ---- | -------------------- |
| "Spaceships"          | 2016 | Singly bez alb       |
| "Girls"               | 2016 | Singly bez alb       |
| "We Did It"           | 2017 | Singly bez alb       |
| "Glad You Came"       | 2017 | Singly bez alb       |
| "Happy"               | 2018 | Singly bez alb       |
| "Help"                | 2019 | Singly bez alb       |
| "21"                  | 2021 | Greatest Hits Vol. 1 |
| "La La La"            | 2021 | Greatest Hits Vol. 1 |
| "Pogo"                | 2021 | Greatest Hits Vol. 1 |
| "No Angel"            | 2021 | Greatest Hits Vol. 1 |
| "Lovin' Every Minute" | 2021 | Greatest Hits Vol. 1 |
| "Mona Lisa"           | 2021 | Greatest Hits Vol. 1 |
| "Own the Night"       | 2021 | Greatest Hits Vol. 1 |
| "Followers"           | 2021 | Greatest Hits Vol. 1 |
| "Human"               | 2021 | Greatest Hits Vol. 1 |
| "All I Need"          | 2021 | Greatest Hits Vol. 1 |
| "Time Machine"        | 2021 | Greatest Hits Vol. 1 |
| "Going Home"          | 2021 | Greatest Hits Vol. 1 |

### Jako GRX
| Název                                        | Rok  | Umístění v hitparádě | Album          |
| Název                                        | Rok  | US Dance             | Album          |
| -------------------------------------------- | ---- | -------------------- | -------------- |
| "Gamer" (with Bassjackers)                   | 2013 | ―                    | Singly bez alb |
| "Psycho" (with Yellow Claw a Cesqeaux)       | 2013 | ―                    | Singly bez alb |
| "Can't You See" (se Shermanology)            | 2014 | ―                    | Singly bez alb |
| "Boomerang" (s Brooks)                       | 2017 | ―                    | Singly bez alb |
| "X's" (se CMC$ feat. Icona Pop)              | 2018 | 36                   | Singly bez alb |
| "Restart Your Heart" (s Florian Picasso)     | 2020 | —                    | Singly bez alb |
| "Far Away" (s Florian Picasso)               | 2021 | —                    | Héritage EP    |
| "No More" (s Vluarr a Thomas Nan feat. ZANA) | 2023 | —                    | Singly bez alb |
| "Empire" (s NUZB)                            | 2024 | —                    | Singly bez alb |

### Jako Ytram
| Název                                                   | Rok  | Album                                 |
| ------------------------------------------------------- | ---- | ------------------------------------- |
| "Make You Mine" (s Bleu Clair feat. RA)                 | 2020 | Singl bez alb                         |
| "Fire" (s Elderbrook)                                   | 2020 | Why Do We Shake in the Cold? (Deluxe) |
| "Alive" (se Citadelle)                                  | 2020 | Singly bez alb                        |
| "The Game" (s LADANZA)                                  | 2024 | Singly bez alb                        |
| "I Don't Know Your Name (The Wire)" (se CMC$, MALARKEY) | 2024 | Singly bez alb                        |